# تونس اليوم
تونس اليوم هو برنامج إعلامي تونسي، إخباري ذو طابع حواري يتخلله نقاشات ومداخلات يبث منذ 24 سبتمبر 2018 
يندرج ضمن منتوجات شركة أيت برود لقناة الحوار التونسي وتقدمه الإعلامية مريم بلقاضي.

## الخط التحريري للبرنامج
تستضيف الإعلامية مريم بلقاضي يومياً ضيفاً من الحياة السياسية من وزراء أو نواب أو ناشطين في المجتمع
لطرح بضعة أسئلة تهم الحياة التونسية والعلاقات السياسية الداخلية أو الخارجية ولإنارة الرأي العام.
يدوم الحوار (سؤال جواب) نحو نصف ساعة تقريباً إجمالاً ومن ثم يأتي المعلقون والحللون لمواصلة نقاشات مواضيع أخرى.

## البث والتقديم
يبث البرنامج من الإثنين إلى الجمعة من كل أسبوع منذ سبتمبر 2018 السادسة والنصف مساءً بالتوقيت المحلي لتونس
تحت عنوان تونس اليوم من الإثنين إلى الخميس، وتحت عنوان تونس اليوم مع الرباعي ليوم الجمعة.
|          | من الإثنين إلى الخميس | الجمعة                         | أول ظهور في البرنامج                       |
| -------- | --------------------- | ------------------------------ | ------------------------------------------ |
| التقديم  | مريم بلقاضي           | مريم بلقاضي                    | الموسم الأول الحلقة 1، يوم 24 سبتمبر 2018  |
| المعلقون | الصحفي لطفي العماري   | الصحفي لطفي العماري            | الموسم الأول الحلقة 1، يوم 24 سبتمبر 2018  |
| المعلقون | المحامي شكيب درويش    | المحامي شكيب درويش             | الموسم الأول الحلقة 5، يوم 28 سبتمبر 2018  |
| المعلقون |                       | المحامية سنية الدهماني         | الموسم الأول الحلقة 5، يوم 28 سبتمبر 2018  |
| المعلقون |                       | مدير شركة الإحصاء حسن الزرقوني | الموسم الأول الحلقة 5، يوم 28 سبتمبر 2018  |
| المعلقون | المحامية مايا القصوري |                                | الموسم الأول الحقة 72، يوم 2 جانفي 2019    |
| المعلقون | الإعلامي محمد بوغلاب  |                                | الموسم الأول الحلقة 223، يوم 4 سبتمبر 2019 |

### طاقم إنتاج البرنامج
| المنتج        | فاضل بن عمار حسن بن إبراهيم |
| رئيس النشرة   | رحمة كمون                   |
|               |                             |
| رئيس التحرير  | محمد علي بن رجب             |
| إخراج         | ياسين النوي                 |
| إخراج         | ألفة بوزقرو                 |
| الفريق الصحفي | أماني الوسلاتي              |
| الفريق الصحفي | سعيدة الطرابلسي             |
| الفريق الصحفي | بوخضرا الحاجي               |
| الفريق الصحفي | أسماء فرادي                 |
| الفريق الصحفي | عبد السلام فرحات            |
| الفريق الصحفي | علي الماجري                 |
| الفريق الصحفي | مهدي فرحات                  |
| الفريق الصحفي | نبيهة الطرابلسي             |
| الفريق الصحفي | أصيلة بلغيث                 |
| الفريق الصحفي | أسامة بن عبد الله           |
| الفريق الصحفي | خلود بن عكاشة               |
| الفريق الصحفي | سهى بوهلال                  |
| الفريق الصحفي | سارة القايدي                |